# Liste des secrétaires perpétuels de l'Académie d'Aix
Pour un article plus général, voir Académie des sciences, agriculture, arts et belles-lettres d'Aix.
Liste des secrétaires perpétuels de la Société des sciences, agriculture, arts et belles lettres d'Aix (1808-1829), puis de l'Académie des sciences, agriculture, arts et belles-lettres d'Aix (depuis 1829).

## Liste des secrétaires perpétuels
- 1808-1828 : Docteur Jacques Gibelin
- 1828-1830 : Joseph d’Eymar de Montmeyan, avocat général
- 1830-1845 : Casimir de Barrigue, Comte de Montvalon, agronome
- 1845-1877 : Louis Mouan, avocat à la cour d’appel
- 1877-1893 :
  - Sciences : Marquis Gaston de Saporta, naturaliste
  - Lettres : Charles de Ribbe, avocat à la cour d’appel
- 1893-1899 : Charles de Ribbe, avocat à la cour d’appel
- 1899-1918 : Baron Hippolyte Guillibert
- 1918-1921 : Baron Hippolyte Guillibert, Joseph Cabassol
- 1922-1928 : Joseph Cabassol, avocat, maire d’Aix
- 1929-1946 : Comte de Mougins-Roquefort
- 1946-1964 : Bruno Durand, conservateur de la Méjanes
- 1964-1967 : Bruno Durand et Paul Beltçaguy
- 1967-1975 : Bruno Durand et Jean Turcan
- 1975-1977 : Jean Turcan
- 1977-2007 : Georges Souville
- 2008-2022 : Jean-Luc Kieffer
- 2022-         : Frédéric Couffy actuel secrétaire perpétuel[1]